# Bimota KB1
La KB1 est un modèle de motocyclette du constructeur italien Bimota
La KB1 est présentée lors du salon de la moto de Milan de 1977. Elle est l'œuvre de Massimo Tamburini.
Elle utilise un moteur à quatre cylindres en ligne quatre temps; refroidi par air. Ce moteur de 903 cm³ est issu de la Kawasaki 900 Z1.
Le cadre prend la forme d'un treillis tubulaire, avec des tubes en acier au chrome-molybdène.
Les jantes sont fabriquées par Campagnolo, spécialement pour Bimota, en Elektron (alliage de magnésium et d'aluminium).
Le monoamortisseur est un De Carbon ou un Bitubo.
Sur la KB1 T2, le moteur provient de la Kawasaki Z 1000. Il développe 84 chevaux à 7 950 tr/min, pour un couple de 8,1 mkg à 6 500 tr/min. Le diamètre des carburateurs passe à 28 mm.
La fourche Kawasaki est remplacée par une Marzocchi de 38 mm ou une Ceriani de 35 mm.
De la même manière, des freins sont issus du catalogue Brembo, avec des disques de 280 mm à l'avant et de 260 mm à l'arrière, avec des étriers double pistons type P 08 série or.

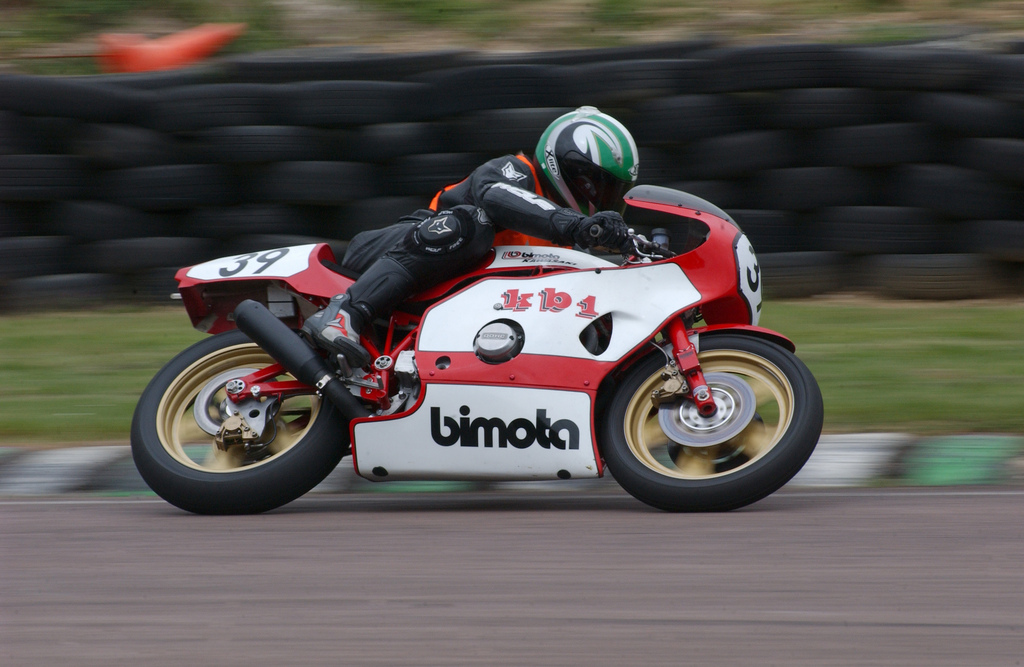
KB1 seconde série

Trois séries différentes furent produites. La première, de 1977 à 1979, possède un réservoir de 22 litres, une coque arrière avec un semblant d'aileron, des jantes en étoile. La seconde, entre 1980 et 1981, voit son réservoir passer à 18 litres. La coque arrière est modifiée, le bras oscillant est monté sur un excentrique. La troisième, en 1982, gagne des jantes à cinq bâtons droits.
Pour le marché allemand, la KB1 troquait son phare rond pour un modèle carré, son réservoir en polyester pour un en aluminium, le fond du compteur et les clignotants sont différents.
La KB1 était disponible soit montée, au prix de 3 925 €, soit en kit à monter soi-même, pour 1 652 €. De même, les deux versions de la KB1 T2 était vendues 4 183 et 1 860 €.
Les premières KB1 arboraient une peinture rouge, rehaussée d'un filet blanc autour de la selle et sur le réservoir. Les suites étaient disponibles en rouge et blanc, avec un logo Bimota Kawasaki sur le réservoir.
Elle a été vendue à 827 exemplaires, réparties sur les trois séries. La première série compte 91 KB1 et 44 KB1 T2, la seconde compte 208 KB1 et 362 KB1 T2, la troisième compte 20 KB1 et 102 KB1 T2. Seize ont été vendues montés, le reste en kit.